# Umm al-Naml
Umm al-Naml (arabiska: أُمّ اَلنَّمْل), eller Jazirat Umm al-Naml (جَزِيرَة أُمّ اَلنَّمْل), även transkriberat Umm an-Naml, är en ö i Kuwait. Den hör till Huvudstadsprovinsen, och ligger i den centrala delen av landet, 11 km väster om huvudstaden Kuwait. Arean är 0,91 kvadratkilometer.